# Протопоп Валентина Ростиславівна
Протопоп Валентина Ростиславівна (* 1959) - українська художниця.

## Біографія
Народилася 4 січня 1959 року, проживає в селищі Іваничі. В дитинстві Валентина тяжко захворіла, з часом хвороба позбавила її можливості обходити себе. Прикута до ліжка з 13 років, одначе світ для неї не обмежується рідною домівкою — завдяки талантам, котрим щедро наділила доля її.
Використовує як талант уміння бачити прекрасне у звичайному та буденному — вишиває, випалює пейзажі на дереві, малює. З чималими зусиллями здобула заочно середню освіту, пізніше закінчила також заочно Московський народний університет образотворчого мистецтва.

## Творчість
Її вишивані рушники, серветки, графічні малюнки неодноразово були представлені на районних виставках, представляли творчість району на творчому звіті в області.
Протягом багатьох років її графіка друкувалась на сторінках газет «Сільські вісті», «Волинь», районної газети «Колос».
У квітні 2008 року в Києві — Музей гетьманства — функціонувала виставка «Художники „Сільських вістей“», в рамках якої виставлялись роботи і Валентини Протопоп.
В листопаді 2012 року до Міжнародного дня інвалідів у Волинському краєзнавчому музеї експонувалася виставка майстрині народного мистецтва «Графіка Валентини Протопоп». Були представлені пейзажі та роботи на релігійну тематику, перед тим її роботи виставлялися в цьому музеї 2002 року.
Творами Валентини Протопоп проілюстровано книги
- Олександра Матійка «Потоки», «Росянщина», Віри Хом'як «Віра. Надія. Любов»,
- Йосипа Струцюка «Буб»,
- Іллі Темертея «Поезії», «Україна — моя Батьківщина»-альманах,
- Лариси Шахової «Грудочка цукру»,
- Ольги Вікторівни Соколовської «Я в душу сонце й райдуги впускаю»,
- альманах «Україна — моя Батьківщина», 2006, «Неопалима купина».

Творчість дає Валентині снагу, віру в свій талант, окрилює. Двері її дому завжди відкриті для людей. Талановита, ніжна душею і сильна духом, вона зігріває людські серця своїм теплом, засіває їх добром. Чимало її картин помандрували до волинян, які проживають у Великій Британії, Канаді.